# کتری برقی

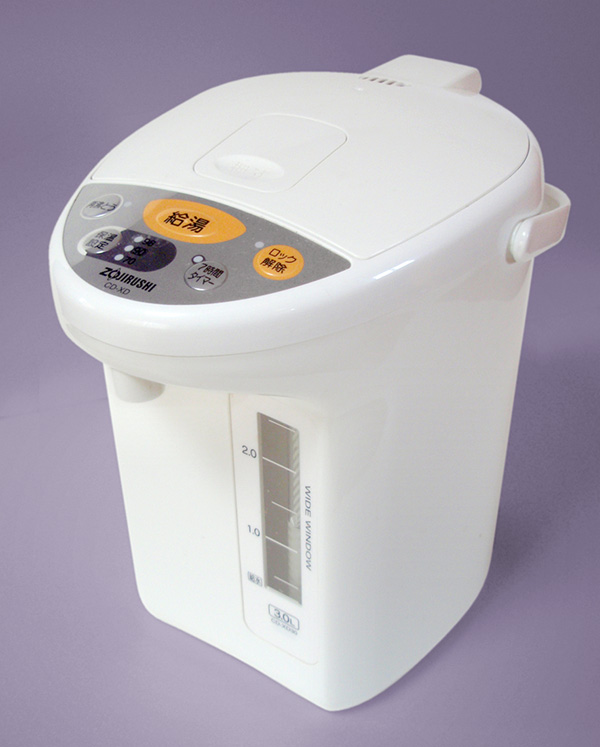
کتری برقی ژاپنی

کتری برقی (انگلیسی: Electric water boiler) گونه‌ای وسیله الکترونیکی برای جوشاندن آب است. از این وسیله بیشتر برای تهیه چای، قهوه فوری، شکلات داغ و نظایر آن استفاده می‌شود. مهمترین اجزای کتری برقی کلید خودکار، المنت تولید گرما و لامپ هشدار روشن بودن کتری است. در مدل های مختلف متعلقات دیگری همچون پمپ تخلیه آب هم تعبیه شده.